# Инициатива
Вижте пояснителната страница за други значения на Инициатива.
Инициативата (от латинското initium — начало) е аксиоматично означение на несиметрично взаимодействие на жив с друг произволен обект. Инициативата разкрива капацитета на обекта за самостоятелни действия, които от своя страна изменят състоянието му, въпреки естествената инерция.
|  | Тази страница частично или изцяло представлява превод на страницата „Инициатива“ в Уикипедия на руски. Оригиналният текст, както и този превод, са защитени от Лиценза „Криейтив Комънс – Признание – Споделяне на споделеното“, а за съдържание, създадено преди юни 2009 година – от Лиценза за свободна документация на ГНУ. Прегледайте историята на редакциите на оригиналната страница, както и на преводната страница, за да видите списъка на съавторите. ВАЖНО: Този шаблон се отнася единствено до авторските права върху съдържанието на статията. Добавянето му не отменя изискването да се посочват конкретни източници на твърденията, които да бъдат благонадеждни. |